# La Gala

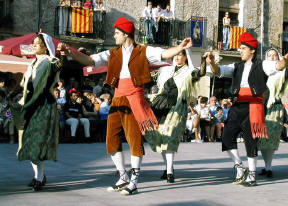
La gala

La Gala o Dansa de Campdevànol és una ballada amb melodia pròpia de caràcter cerimoniós que es fa a Campdevànol per la festa major. Es balla el diumenge i el dilluns de la festa major a la plaça principal del poble que per aquest motiu s'anomena plaça de la Dansa. També és coneguda també com a Dansa del Roser o Dansa de les Caputxes.
El 2014 fou declarada element festiu patrimonial d'interès nacional.

## Història
La dansa de Campdevànol, o també coneguda com "la Gala", ha arribat als nostres dies gràcies a les Confraries del Roser. Aquestes utilitzaven la dansa com a forma de renovació dels pabordes i pabordesses de la confraria.
Entre 1570 i 1620 a tot el territori dels Països Catalans es van crear les Confraries del Roser. Estaven regides pel rector de la parròquia i per dos pabordes i dues pabordesses que cada any eren rellevats del càrrec.
Abans del ball se celebrava una processó. Gràcies a aquest fet podem veure la influència de les confraries i de la religió a la història de la Dansa de Campdevànol.
Tot i que és difícil precisar l'origen exacte de la dansa, per la manca de documentació escrita, segons el mestre Lluís Millet i Pagès, la melodia que la caracteritza es va reconèixer en una nadala francesa impresa el 1550. Així i tot, existeixen diverses teories.
En primer lloc, hi ha qui creu que té un fonament religiós relacionat amb la festa del Roser i que per tant, la Dansa representa la commemoració del traspàs de funcions dels Pabordes del Roser, entrants i sortints, que solien canviar-se cada any.
En segon lloc, altres teories la relacionen amb la llegenda del Comte Arnau, però la versió més acceptada és la de ser un simbolisme del triomf del poble sobre un dels "mals usos" de l'època feudal: el "dret de cuixa". Va ser abolit el 1486, juntament amb altres "mals usos" pel rei Ferran II el Catòlic. L'explicació d'aquesta teoria cal buscar-la en la coreografia del ball: el Capdanser (anomenat també Galer), vestit amb les millors robes i barret de copa, simbolitza una figura rellevant que galeja totes les balladores ruixant-les amb aigües perfumades i després les entrega al ballador corresponent.

### El ball
La dansa la ballen sis parelles i el Capdanser. És en la part femenina on recau gairebé tota la importància de la dansa. El grup de dones està format per: la Batllessa, la Campessa i quatre Pabordesses. Temps enrere "la Gala" no era exactament així. El ball estava obert a tothom. Avui en dia el Capdanser es retira del ball i deixa que les parelles ballin soles. Abans es mantenia aquesta mateixa estructura però amb la diferència que, quan el Capdanser acabava de ballar amb totes les balladores, si algú ho havia advertit al Capdanser, ell anava a treure la balladora desitjada i un cop havien fet una volta per la plaça la conduïa al costat del sol·licitant per tal que hi ballés. Només es podia prendre part del ball si el Capdanser intervenia. Cap noia podia negar-se a la petició del Capdanser, encara que no ho desitgés. Per tant, la dansa era molt més llarga i podia durar dues o tres hores o fins i tot més.
El seu nom, "la Gala", segurament ve del fet que el Capdanser "galeja" les noies. És a dir, ruixa les balladores amb aigua perfumada.

## Vestuari

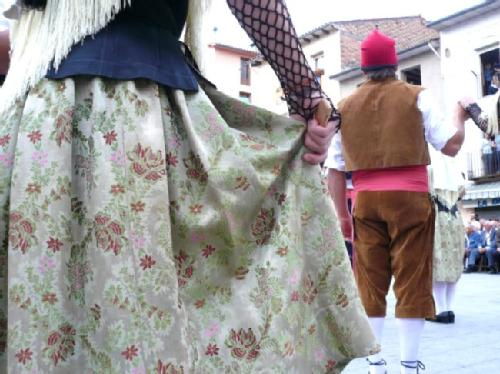
La gala

- Capdanser: representa un noble de l'edat mitjana. La seva vestimenta és de gran gala. Porta un gambeto (capot fins a mitja cama) i un barret de copa. Una de les coses més significatives del ball és l'Almorratxa que porta el capdanser. Aquest recipient està decorat i té diferents brocs per deixar sortir l'aigua i ruixar d'aigua perfumada a les noies.
- Batllessa: la figura de l'alcaldessa va amb una vestimenta de molta més categoria respecte a les altres balladores. El seu vestit és de seda, llarg fins als peus, de color negre i amb un mantell de blonda. Ella porta un gran collar de perles, arracades vistoses, brillants cosits a la roba i amb un ventall a la mà, molt més gran que el de les pabordesses. També porta una agulla a l'esquena per a mantenir el mantell ben subjectat.
- Pabordesses: porten una faldilla verda estampada amb flors discretes i un cosset negre. També porten una gandalla (lligadura de malla amb què es recollien els cabells) i per damunt una caputxa blanca. També van amb mitenes (guants amb els dits escapçats) i exhibeixen vistosos i elaborats ventalls. Llueixen unes boniques arracades llargues i un ventall estampat amb flors i acabat amb puntes.
- Pabordes: els dos primers porten la barretina i la faixa de color morat, per diferenciar la seva experiència i veterania. Els altres dos balladors ho porten de color vermell. Els dos primers porten els pantalons i l'armilla de diferent color respecte als altres. El primer va de color verd fosc i el segon de color gris. Tots ells porten mitges blanques i espardenyes de set betes.

## Figures

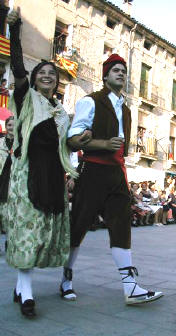
La gala

La Gala és un ball amb quatre parts ben diferenciades:
1. Vano: el capdanser pren les sis balladores, units tots per les mans. Fan una passada per la plaça puntejant. El capdanser fa d'eix central i les balladores volten fins a completar el cercle imaginari que es dibuixa.
2. Dansa: el capdanser s'aparella amb les sis balladores, una per una, i balla amb elles. Cada cop que balla amb una balladora comencen fent rístol (tipus de moviment en la Dansa) i després ruixa a la noia. Arriba un moment que se separen i quan es tornen a trobar se saluden lleugerament. Finalment acompanya la balladora al costat del seu company.
3. Ball cerdà: a partir d'aquest moment només hi ha les sis parelles a la plaça, el capdanser s'ha retirat. Es formen dues files; una de nois i una de noies. Ballen i fan uns moviments característics. Un cop han acabat els balladors ajuden a les noies a treure's les caputxes i alguna persona passa a recollir, tant les caputxes com els ventalls, per tal que les balladores puguin realitzar l'última part de la dansa.
4. Corrandes: primer fan tres grups de dues parelles cada un i les noies s'alcen. Després fan dos grups de tres parelles cada un i fan altra vegada el mateix i finalment fan un sol grup on hi ha totes les parelles i les noies s'alcen. Quan són un sol grup l'acte d'aixecar les noies el fan dues vegades i a la segona els balladors fan tot el possible per aguantar la figura el màxim de temps possible.